# カークズ・ワーク
『カークズ・ワーク』（Kirk's Work）は、アメリカ合衆国のジャズ・ミュージシャン、ローランド・カークがジャック・マクダフと連名で1961年にプレスティッジ・レコードから発表したスタジオ・アルバム。

## 解説
カークのリーダー・アルバムとしては唯一、プレスティッジ・レコードで録音された。ただし、カークは1968年にも、ジャッキー・バイアードのリーダー・アルバム『ザ・ジャッキー・バイアード・エクスペリエンス』のサイドマンとしてプレスティッジに録音を残している。
Lindsay Planerはオールミュージックにおいて満点の5点を付け「必ずしも彼のカタログの中で最良ではないにせよ、初期のソウルフルなラサーン・ローランド・カークを記録した試金石と言えるアルバム」と評している。また、トロイ・コリンズはAll About Jazzにおいて5点満点中4.5点を付け「彼が循環呼吸の名人となるのは、もう何年か後の話だが、2本、或いは3本のサクソフォーンを同時に吹く技量は、この時点で既に明確になっている」「ジャック・マクダフによる脂っこく土臭いオルガンは、このセッションに軽快な感性、お祝い気分、楽観主義を植え付けた」と評している。

## リイシュー
1967年の再発LPは『Funk Underneath』と改題されており、ジャケットも変更された。また、2007年に発売された本作の再発CDは、オリジナル・レコーディングにも携わったルディ・ヴァン・ゲルダーによりリマスターされている。

## 収録曲
特記なき楽曲はローランド・カーク作。
1. スリー・フォー・ディジー - "Three for Dizzy" - 5:14
2. メイキン・ウーピー - "Makin' Whoopee" (Walter Donaldson, Gus Kahn) - 5:09
3. ファンク・アンダーニース - "Funk Underneath" - 6:17
4. カークズ・ワーク - "Kirk's Work" - 3:56
5. ドゥーイン・ザ・シクスティ・エイト - "Doin' the Sixty-Eight" - 4:22
6. トゥー・レイト・ナウ - "Too Late Now" (Alan Jay Lerner, Burton Lane) - 3:54
7. スケーターズ・ワルツ - "Skater's Waltz" (Émile Waldteufel / arranged by Roland Kirk) - 4:24

## 参加ミュージシャン
- ローランド・カーク - テナー・サクソフォーン、フルート、マンツェロ、ストリッチ、サイレン
- ジャック・マクダフ - ハモンドオルガン
- ジョー・ベンジャミン - ベース
- アート・テイラー - ドラムス